# Пета крајишка козарска ударна бригада
Пета крајишка козарска (или: козарачка) бригада је формирана 22. септембра 1942. године у селу Палежу, на Козари. Формирана је од бораца Другог крајишког НОП одреда "Др. Младен Стојановић" и на дан формирања је имала четири батаљона са око 1.100 бораца.
Бригада је 9. новембра 1942. ушла у састав Четврте крајишке дивизије, а 1. јуна 1943. године у састав Једанаесте крајишке дивизије.
Први командант бригаде је био Јосип Мажар Шоша, народни херој, а политички комесар Бошко Шиљеговић, народни херој.
Састав бригаде:
Први батаљон - командант Жарко Згоњанин, политички комесар Драган Марин
Други батаљон - командант Мирко Пекић, политички комесар Перо Чуркуз
Трећи батаљон - командант Петар Мећава, народни херој, политички комесар Јоцо Марјановић
Четврти батаљон - командант Раде Кондић, народни херој, политички комесар Михајло Гачић

## Народни хероји Пете крајишке бригаде
- Јово Бијелић
- Стојан Грујичић Јаруга
- Душан Егић
- Махмут Ибрахимпашић Машо
- Раде Кондић
- Јосип Мажар Шоша
- Петар Мећава
- Никола Радуловић
- Бошко Шиљеговић
- Ранко Шипка, командант бригаде
- Томица Шпановић, командир Друге чете Трећег батаљона
- Лазо Штековић
- Гојко Шурлан